# Psalmensymfonie
De Psalmensymfonie (W60) is een symfonie in drie delen voor koor en orkest van Igor Stravinsky. Het stuk werd geschreven in 1930 in opdracht van Serge Koussevitzky, dirigent van het Boston Symphony Orchestra, ter gelegenheid van het 50-jarig bestaan van zijn orkest.
Het werk kreeg zijn eerste uitvoering niet in Boston, maar in Brussel van de Société Philharmonique de Bruxelles in het Palais des Beaux-Arts (Paleis voor Schone Kunsten) op 13 december 1930 o.l.v. Ernest Ansermet. De eerste uitvoering door het Boston Symphony Orchestra vond plaats op 19 december 1930 onder leiding van Koussevitzky.
Het werk kreeg als opdracht 'Cette symphonie composé à gloire de DIEU est dediée au "Boston Symphony Orchestra" à l'occasion du cinquantaire de son existence'. De Psalmensymfonie is Stravinsky's derde werk dat hij betitelde als 'symfonie', na de Symfonie in Es (1905-07) en de Symfonieën voor blaasinstrumenten (1920). Later volgden nog de Symfonie in C (1938-40; voor het Chicago Symphony Orchestra) en de Symfonie in drie delen (1942-45; voor de New York Philharmonic).
Stravinsky kreeg de vrije hand bij het componeren, alhoewel zijn uitgever Paichadze een werk zonder koor wilde, '…iets populairs' (Robert Craft, 1982). Stravinsky zelf vertelde dat hij dit 'populaire' niet heeft opgevat als zich aanpassen aan de algemene smaak van het publiek, maar als iets wat algemeen wordt bewonderd. Voor hem was dat psalm 150 en dat zou, ondanks het verzoek van de uitgever om een instrumentaal werk, het uitgangspunt van zijn compositie worden en er de hoofdmoot van zijn.
Opvallend aan de orkestratie is dat er geen violen of altviolen meespelen, maar wel 2 piano's (of vleugels). Houtblazers, met name hobo en fluit, spelen een belangrijke rol in de Psalmensymfonie.
De symfonie bevat drie delen.
| Latijnse tekst | Nederlandse vertaling (NBG, 2004) |
| --- | --- |
| Deel 1 (ruim 3 minuten) Exaudi orationem meam, Domine, et deprecationem meam. Auribus percipe lacrimas meas. Ne sileas, ne sileas. Quoniam advena ego sum apud te et peregrinus, sicut omnes patres mei. Remitte mihi, ut refrigerer prius quam abeam et amplius non ero. Vulgaat: Psalm 38, 13-14 Deel 2 (ruim 6 minuten) Exspectans exspectavi Dominum, et intendit mihi. Et exaudivit preces meas; et eduxit me de lacu miseriae, et de luto faecis. Et statuit super petram pedes meos: et direxit gressus meos. Et immisit in os meum canticum novum, carmen Deo nostro. Videbunt multi, videbunt et timebunt: et sperabunt in Domino. Vulgaat: Psalm 39, 2-4 Deel 3 (10 tot 12 minuten) Alleluia. Laudate Dominum in sanctis Ejus. Laudate Eum in firmamentis virtutis Ejus. Laudate Dominum. Laudate Eum in virtutibus Ejus Laudate Eum secundum multitudinem magnitudinis Ejus. Laudate Eum in sono tubae. Laudate Eum. Alleluia. Laudate Dominum. Laudate Eum. Laudate Eum in tympano et choro, Laudate Eum in chordis et organo; Laudate Eum in cymbalis benesonantibus; Laudate Eum in cymbalis jubilationis. Laudate Eum, omnis spiritus laudet Dominum. Alleluia. Vulgaat: Psalm 150 | Deel 1 Hoor mijn gebed, Heer, luister naar mijn hulpgeroep wees niet doof voor mijn verdriet, want een vreemdeling ben ik, bij u te gast zoals ook mijn voorouders waren. Wend uw straffende blik van mij af, dan beleef ik no vreugde voordat ik heenga en niet meer ben Psalm 39, 13-14 Deel 2 Vol verlangen heb ik op de Heer gewacht en hij boog zich naar mij toe, hij heeft mijn roep om hulp gehoord. Hij trok mij uit de kuil van het graf, uit de modder, uit het slijk. Hij zette mij neer op een rots, een vaste grond voor mijn voeten. Hij gaf mij een nieuw lied in de mond, een lofzang voor onze God. Mogen velen het zien vol ontzag en vertrouwen op de Heer. Psalm 40, 2-4 Deel 3 Halleluja! Loof God in zijn heilige woning, loof hem in zijn machtig gewelf, loof hem om zijn krachtige daden, loof hem om zijn oneindige grootheid Loof hem met hoorngeschal, loof hem met harp en lier, loof hem met dans en tamboerijn loof hem met snaren en fluit. Loof hem met klinkende bekkens, loof hem met slaande cimbalen. Alles wat adem heeft, loof de Heer. Halleluja! Psalm 150 |

## Oeuvre
Zie het Oeuvre van Igor Stravinsky voor een volledig overzicht van het werk van Stravinsky.

## Geselecteerde discografie
- Stravinsky conducts. Symphony of Psalms (+ Symphony in C). CBC Symphony Orchestra, Festival Singers of Toronto (o.l.v. Elmer Iseler)/CBS SBRG 72181 (in 1991 verschenen op CD in de 'Igor Stravinsky Edition' in het deel 'Symphonies – Rehearsals and Talks' (2 CD's, Sony SM2K 46 294)
- Symphony of Psalms (samen met de Symfonieën voor blaasinstrumenten en de Symfonie in drie delen)/Berliner Philharmoniker met het Rundfunkchor Berlin o.l.v. Pierre Boulez (Deutsche Grammophon, 457 616-2)